# 1030-ті
Початок Високого Середньовіччя •  Епоха вікінгів •  Золота доба ісламу •  Реконкіста  •  Київська Русь

## Події

### Київська Русь
У Києві княжив Ярослав Мудрий. До 1036 року чернігівському князю Мстиславу Хороброму за угодою з Ярославом належало правобережжя Дніпра, після смерті Мстислава Ярослав став одноосібним правителем Київської Русі. Війська Ярослава й Мстислава втрутилися в події в Польщі й Київська Русь повернула собі Червенські міста. 
1036 року відбувся останній напад печенігів на Київську Русь. Зазнавши поразки в битві під Києвом, вони покинули Північне Причорномор'я.
Упродовж 1037—1039 років при київській митрополії  було укладено «Сказання про поширення християнства на Русі», яке стало початком давньоруського літописання. У Києві збудовано Софіївський собор і відкрито при ньому бібліотеку й скрипторій. У Чернігові за часів князя Мстислава Володимировича збудовано Спаський собор.

### Східна Європа і Візантія
Польща переживала часи негараздів. 1031 року відбувся напад на країну водночас військ Священної Римської імперії та Київської Русі, що змусило короля Мешка II утікати в Богемію. Королем Польщі став Безприм, але Мешко повернув собі владу наступного року, визнавши сюзеренітет Священної Римської імперії, однак 1034 року його вбили внаслідок повстання феодалів. Його синові Казимиру довелося втікати в Німеччину. Спалахнули повстання язичників, успішні походи на Польщу здійснив князь Богемії Бретіслав. Казимир I Відновитель повернув собі владу за допомогою німецьких військ тільки у 1038-1039 роках, хоча частина країни ще кілька років перебувала в руках непокірних крупних феодалів.
1038 року помер король Угорщини Іштван Святий. Після загибелі на полюванні сина Імре король залишився без прямого спадкоємця. Фаворитом Іштвана був його зять П'єтро Орсеоло, якого й було проголошено королем, хоча це викликало невдоволення місцевих феодалів. 
Візантійського василевса Романа III Аргира, чоловіка імператриці Зої, було вбито 1034 року, й новим імператором став коханець Зої Михайло IV Пафлагонський. Візантія здобула низку перемог над арабами в Малій Азії та на Сицилії. 1040 року спалахнуло повстання в підкореній Болгарії, і болгари проголосили своїм царем Петра Деляна.

### Західна Європа
Імператором Священної Римської імперії до 1039 року був Конрад II. 1032 року він приєднав до своїх володінь Бургундію за заповітом і попередньою угодою. 
Королем Франції після смерті Роберта II Побожного 1031 року став його син Генріх I, однак фактична влада короля залишалася обмеженою його власними володіннями. 
Кордовський халіфат остаточно розпався на окремі емірати 1031 року. Тим часом на півночі Піренейського півострова стали набирати силу християнські королівства. Після смерті 1035 року короля Наварри Санчо III Великого його володіння було поділено між синами: утворилися королівства Арагон і Кастилія. Король Кастилії Фердинанд I 1037 року захопив королівство Леон, розпочавши свої завоювання, які згодом приведуть до його проголошення королем Іспанії.  
Після смерті 1035 року Канута Великого, який був одночасно королем Данії, Англії та Норвегії, його володіння розпалися на окремі королівства. Владу в Англії захопив Гарольд II Заяча Лапа, Хардекнуд став королем Данії, а Магнус I Норвезький - королем Норвегії. Хардекнуд та Магнус уклали між собою угоду з метою спільного нападу на Англію. 1040 року вони висадилися на острові, однак Гарольд несподівано помер, і Хардекнуд оголосив себе королем Англії без бою.

### Азія
1031 року багдадським халіфом став аль-Каїм. 
Хорасан та частина Північної Індії перебували під владою Газневідів, однак під кінець десятиліття турки-сельджуки, які мігрували від Сир-Дар'ї, вступили з Газневідами в противоборство. 1040 року вони завдали Газневідам вирішальної поразки й заволоділи Хорасаном. 
У Китаї продовжувалося правління династії Сун. Держава Ляо обмежувала її володіння на півночі й на заході. Від Ляо відкололася тангутська держава Західна Ся.